# Pycnopodia helianthoides
L'estrella de mar gira-sol (Pycnopodia helianthoides) és una espècie d'equinoderm asteroïdeu de la família Asteriidae; és predadora i habita en costa nord-oest d'Amèrica del Nord.